# Karamil
Karamil (arab. قرامل) – wieś w Syrii, w muhafazie Aleppo. W 2004 roku liczyła 768 mieszkańców.